# 毛德·卡伦
毛德·卡伦（瑞典語：Maude Karlén，1932年11月25日—），瑞典女子体操运动员。她曾代表瑞典参加1956年夏季奥林匹克运动会体操比赛，获得女子团体便携式器械银牌。